# Livingstone
Livingstone ili Maramba grad je u zambijskoj pokrajini Southern, na lijevoj obali rijeke Zambezi (koja je ujedno granica sa Zimbabveom). Desetak kilometara južno od grada nalaze se Viktorijini slapovi, jedna od najvećih afričkih turističkih atrakcija.
Posljednjih su se godina u gradu zatvorile brojne tekstilne tvornice, no uzlet turizma pomogao je gospodarskom oporavku. Danas je Livingstone važno prometno čvorište (ima i međunarodnu zračnu luku) i turistički centar Zambije.
Jamačno je najveća zanimljivost muzej posvećen istraživaču Davidu Livingstoneu, po kojem je grad dobio ime. Tu su i Narodni muzej Zambije te brojni hoteli, restorani i noćni klubovi.
Godine 2010. Livingstone je imao 136.897 stanovnika.

## Vanjske poveznice
- Livingstone na stranici Turističke zajednice Zambije (engl.)

### Ostali projekti
|  | Zajednički poslužitelj ima još gradiva o temi Livingstone |